# Johan Erik Johansson i Forneby
Johan Erik Johansson (i riksdagen kallad Johansson i Forneby), född 21 september 1825 i By församling, Kopparbergs län, död 14 juli 1889 i Möklinta församling, Västmanlands län, var en svensk lantbrukare, hemmansägare och politiker.
Johansson var ledamot av riksdagens andra kammare 1867–1872, invald i Torstuna, Simtuna, Övertjurbo och Våla domsagas valkrets i Västmanlands län samt 1873–1884, invald i Västmanlands östra domsagas valkrets. Han tillhörde Lantmannapartiet.